# 宗徳寺
宗徳寺（そうとくじ）は、東京都八王子市滝山町にある曹洞宗の寺院。山号は幡龍山。甲州武田家家臣八木源左衛門が庵を開いたのが始まりとされており、八木宿の名の由来ともなっている。1639年（寛永16年）に寺となる。1973年（昭和48年）、移転し現在に至る。

## 境内
豊臣秀吉の小田原征伐で切腹した北条氏照の慰霊碑がある。
墓地には、八王子千人同心組頭植田孟縉の墓がある。

## 関連施設
明治に入り、境内に開学した八木学舎が、八王子第二尋常小学校、八王子第二国民学校と改称され、1947年（昭和22年）に八王子市立第二小学校となり現在に至る。

## 交通アクセス
西東京バス左入経由「尾崎」下車徒歩8分。